# Уккел
Уккел / Укль (фр. Uccle, нід. Ukkel) — одна з дев'ятнадцятьох комун, що утворюють Брюссельський столичний регіон у Бельгії. Уккел розташовано в південній частині брюссельської агломерації. Населення комуни — 78278 осіб. Уккел — друга за площею комуна Брюссельського столичного регіону, після міста Брюссель.
Як і в інших комунах Брюссельського регіону, в Уккелі домінує франкомовне населення.
В Укклі розташована значна кількість дипломатичних місій і резиденцій.
Зокрема, в комуні розташовано Посольство України в Бельгії на авеню Альберта Ланкастера (Avenue Albert Lancaster) в будинку № 30 50°47′43.09″ пн. ш. 4°21′38.79″ сх. д. / 50.7953028° пн. ш. 4.3607750° сх. д.
Уккел є науковим містечком: на його території розміщено Королівський метеорологічний інститут, Королівську обсерваторію та Королівський інститут атмосфери.
Уккел належить до престижних, екологічних і дорогих комун Брюсселя з домінуючою невисокою житловою забудовою та великою кількістю кварталів з багатими приватними маєтками. Порівняно з іншими комунами Брюсселя Уккел має відносно низьку частку населення неєвропейського походження та іммігрантів. Помітну частину населення становлять французи.

## Назва
Походження назви комуни Уккел не є остаточно визначеним, однак припускається, що вона походить від германського слова huk — «пагорб» з додаванням до нього зменшувального закінчення «l».

## Історія

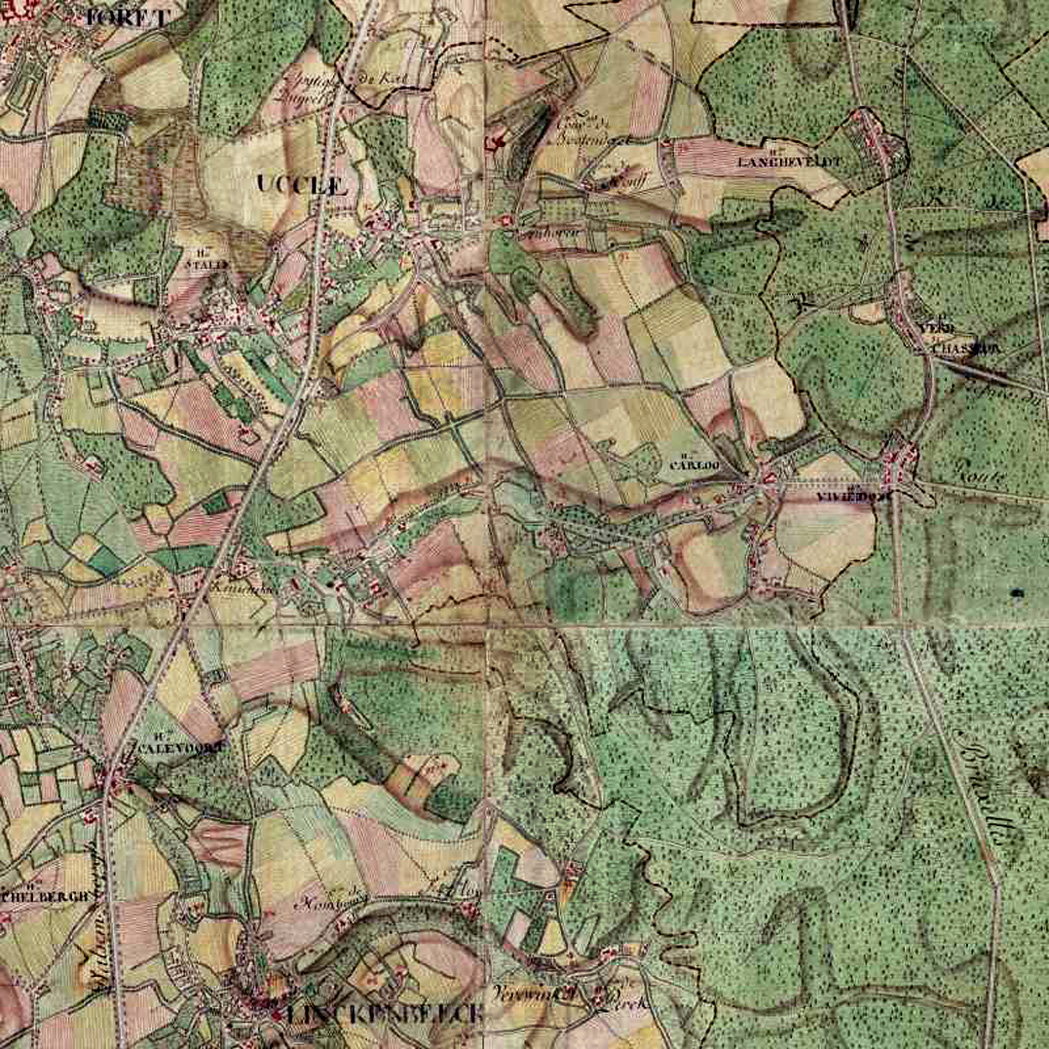
Уккел на карті Йозефа Ферраріса, 1777 р.

Перша згадка про поселення під назвою Уккел сягає 1090 року. Тутешня парафія є доволі стародавньою: припускається, що вона була заснована ще в 7 столітті. За переказами, тутешня церква Святого Петра була освячена 804 року королем франків Карлом І Великим і папою Левом ІІІ.
Ці території були під прямим управлінням спочатку графів графства Левене, а потім герцогів герцогства Брабант. Потроху, протягом століть, володіння герцогів меншали, потрапляючи у власність місцевій шляхті, яка будувала тут свої великі маєтки. Таким чином володіння герцога, до складу яких входив і Уккел, у 18 столітті складали лише невелику частку цих територій.
У стародавніх джерелах згадується графство Уккел. Сам же населений пункт певний час був судовою столицею регіону, до складу якого входив також і Брюссель. Від назви населеного пункту походить назва феодального права — так званого Уккельського права (фр. droit d’Uccle), що давало певні чітко визначені привілеї для сільських поселень. Село Уккел отримало різні свободи від герцога ще 1213 року.

Уккел на карті Брюссельського столичного регіону

Село було перетворено на комуну 1795 року в період французького панування в Бельгії (1794—1815 роки). При утворенні комуни до села було приєднано всі великі навколишні маєтки, серед яких були й доволі стародавні. Так, один з найстародавнішихмаєтків — замок Карло (Carlo), розташований у районі теперішнього Saint-Job, був заснований ще на початку 13-го століття й перебудований 1775 року в неокласичному стилі. Замок було зруйновано 1790 року. На території комуни досі збереглося багато будівель і замків колишніх маєтків.
Період бурхливого розвитку Уккела припадає на XIX століття. Кількість жителів збільшилась з 3091 у 1815 році до 19697 в 1903 році. Розвиток Уккела зумовлено тим, що через нього проходили дві економічно важливі дороги — в Шарлеруа та Брен-л'Алле.

## Населення
| Рік | 1990  | 1995  | 2000  | 2005  | 2007  | 2008  | 2009  | 2010  | 2011  |
| --- | ----- | ----- | ----- | ----- | ----- | ----- | ----- | ----- | ----- |
| Населення | 75402 | 74040 | 74221 | 74976 | 76576 | 76732 | 77336 | 77589 | 78288 |
| Джерело: Населення Бельгії у 1990—2011 роках. на сайті Головної дирекції статистики і економічної інформації уряду Бельгії. |       |       |       |       |       |       |       |       |       |

У комуні, за даними на 1 січня 2011 року, проживало 78288 осіб, з яких 55688 (71,13 %) були бельгійського походження і 22600 (28,87 %) — іноземцями, з яких 18023 людини походили з країн Євросоюзу, 4577 чоловік — з інших країн світу. З усіх іноземців 15 осіб мали статус політичних біженців.